# Tequechmecaniani
Tequechmecaniani (del náhuatl: Tekechmekaniani ‘el ahorcador’‘te, alguno; kechtli, cuello; mekatl, mecate; mekaniani, el que cuelga’) en la mitología mexica es un espíritu o dios menor de la embriaguez, y es uno de los cuatrocientos espíritus o dioses menores de los borrachos llamados Centzon Totochtin, los cuatrocientos hijos de Patécatl y Mayáhuel, él cual venerado bajo la forma de un conejo.
"El ahorcador", aludiendo a que los borrachos congestionados parece que se les ahorca.